# Bilal Çiloğlu
Bilal Çiloğlu (16 de junio de 1998) es un deportista turco que compite en judo. Ganó una medalla de bronce en el Campeonato Mundial de Judo de 2021, y una medalla de bronce en el Campeonato Europeo de Judo de 2018 en la categoría de –73 kg.

## Palmarés internacional
| Campeonato Mundial | Campeonato Mundial | Campeonato Mundial | Campeonato Mundial |
| Año                | Lugar              | Medalla            | Categoría          |
| ------------------ | ------------------ | ------------------ | ------------------ |
| 2021               | Budapest (Hungría) | Medalla de bronce  | –73 kg             |
| Campeonato Europeo |                    |                    |                    |
| Año                | Lugar              | Medalla            | Categoría          |
| 2018               | Tel Aviv (Israel)  | Medalla de bronce  | –73 kg             |